# Eutelsat 174A
Eutelsat 174A (vormals AMC 23, GE 23 und Eutelsat 172A; auch Worldsat 3, AMC 13 und GE 2i) ist ein Kommunikationssatellit des Satellitenbetreibers Eutelsat.

## Missionsverlauf
Der Satellit wurde am 29. Dezember 2005 vom Kosmodrom Baikonur in Kasachstan mit einer Proton-M-Trägerrakete mit Bris-M-Oberstufe in den Weltraum befördert. Die Aufnahme des Sendebetriebs erfolgte im ersten Quartal 2006. Der Satellit wurde unter dem Namen AMC-23 gestartet und wurde von der SES Americom, einem Unternehmen der SES Global, betrieben. 
Nach einiger Zeit wurde der Satellit an die Firma General Electric verkauft und bekam den Namen GE-23. Außerdem behielt er seine Position. Im November 2009 wurde er abermals übernommen, diesmal von Eutelsat. Er bekam Namen Eutelsat 172A und wurde nach 172 Grad Ost verschoben.
Nachdem Eutelsat 172B ihn 2017 auf seiner letzten Position ersetzt hatte, wurde er nach 174° Ost verschoben und heißt seitdem Eutelsat 174A.

## Empfang
Der Satellit kann in Nordamerika, Asien, Australien, Neuseeland, Indonesien und den Inseln des Südpazifik empfangen werden.
Die Übertragung erfolgt im C- und Ku-Band.